# Bitan Aharon
Bitan Aharon (hebrejsky בִּיתַן אַהֲרֹן, doslova „Aharonův pavilón“, v oficiálním přepisu do angličtiny Bitan Aharon) je vesnice typu mošav v Izraeli, v Centrálním distriktu, v Oblastní radě Emek Chefer.

## Geografie
Leží v nadmořské výšce 23 metrů v hustě osídlené a zemědělsky intenzivně využívané pobřežní nížině respektive Šaronské planině.
Obec se nachází 1 kilometr od břehu Středozemního moře, cca 33 kilometrů severovýchodně od centra Tel Avivu, cca 50 kilometrů jihozápadně od centra Haify a 9 kilometrů jihozápadně od města Chadera. Bitan Aharon obývají Židé, přičemž osídlení v tomto regionu je etnicky převážně židovské. Vesnice leží na severním okraji města Netanja, s nímž tvoří téměř jeden souvislý urbanistický celek.
Bitan Aharon je na dopravní síť napojen pomocí lokální silnice číslo 5710. Na jižním okraji obec míjí dálnice číslo 2.

## Dějiny
Bitan Aharon byl založen v roce 1936. Je pojmenován podle Aharona Freemana – sionistického aktivisty z Kanady. Zakladateli obce byla nevelká skupina stoupenců hnutí me-ha-Ir le-kfar (מהעיר לכפר) – „Z města na vesnici“. Později, v zimě 1936, posílil několik prvních osadníků příchod další skupiny Židů z Polska.
Před rokem 1949 měl Bitan Aharon rozlohu katastrálního území 671 dunamů (0,671 kilometru čtverečního). Správní území obce dnes dosahuje 800 dunamů (0,8 kilometru čtverečního). Místní ekonomika je založena na zemědělství (chov kuřat, pěstování citrusů a květin).

## Demografie
Podle údajů z roku 2014 tvořili naprostou většinu obyvatel v Bitan Aharon Židé (včetně statistické kategorie "ostatní", která zahrnuje nearabské obyvatele židovského původu ale bez formální příslušnosti k židovskému náboženství).
Jde o menší sídlo vesnického typu s populací, která se po roce 2005 prudce zmenšila. Je to ovšem způsobeno zejména administrativní změnou, při které byla od této zemědělské vesnice oddělena rezidenční zástavba na jižním okraji a prohlášena za samostatnou obec Bat Chen. K 31. prosinci 2014 v Bitan Aharon žilo 371 lidí. Během roku 2014 populace klesla o 2,1 %. Věková skladba populace není příznivá. Roku 2013 zde byl nejnižší podíl obyvatelstva ve věku do 17 let ze všech sídel vesnického charakteru v Izraeli (jen 7,6 % z celkové populace obce).
| Rok            | 1948 | 1961 | 1972 | 1983 | 1995 | 2001 | 2003 | 2004 | 2005 | 2006 | 2007 | 2008 | 2009 | 2010 | 2011 | 2012 | 2013 | 2014 |
| -------------- | ---- | ---- | ---- | ---- | ---- | ---- | ---- | ---- | ---- | ---- | ---- | ---- | ---- | ---- | ---- | ---- | ---- | ---- |
| Počet obyvatel | 113  | 126  | 182  | 258  | 373  | 465  | 552  | 633  | 691  | 213  | 187  | 158  | 387  | 357  | 417  | 391  | 379  | 371  |